# Phasiamya metallica
Phasiamya metallica är en tvåvingeart som beskrevs av Walker 1849. Phasiamya metallica ingår i släktet Phasiamya och familjen bredmunsflugor. Inga underarter finns listade i Catalogue of Life.